# Azochis rufidiscalis
Azochis rufidiscalis là một loài bướm đêm trong họ Crambidae.